# Майсе
Майсе (нем. Meiße) — река в Германии, протекает по земле Нижняя Саксония. Правый приток реки Аллер. Общая длина реки составляет 42 км. Площадь водосборного бассейна составляет 279 км². Высота истока 73 м. Высота устья 21 м.
Река Майсе берёт начало к югу от общины Витцендорф в болоте Гросес-Моор. Течёт на юго-запад, у болота Мейсендорфет-Тайхе/Баннетцер-Моор поворачивает на северо-запад. Впадает в Аллер на южной окраине Ходенхагена. В нижнем течении у реки сооружено множество оросительных каналов.
Вода реки относится преимущественно к классу качества II: умеренно загрязнённая.